# Cereia
Cereeae constitueix la tribu més nombrosa de les cactàcies i n'agrupa les tres quartes parts de la família. S'ha dividit en subtribus.
Les plantes poden ser més o menys carnoses, terrestres o epífites, amb tija simple o ramificacions formades per un o diversos articles globulars, cilíndrics, aplanats o amb expansions laterals que li confereixen un aspecte semblant a fulles.
En general presenten costelles o tubercles més o menys assenyalats.
Sense fulles, substituïdes per escates sobre el tub del periandre.
Aquesta tribu té espines de mida, color i estructura molt variable, però mai apareixen cobertes per cap beina. Les arèoles no tenen gloquidis.
Les flors, sèssils, de color i mida variable, poden ser de floració diürna o nocturna i presentar-se en diferents posicions. Gairebé sempre són solitàries.
El fruit, en general, és una beina carnosa que conté nombroses llavors de mida molt petita.

## Subtribus

### Cerines
En general, són plantes dretes, de vegades semipostrades, ramificades, amb la tija principal que pot dividir-se a partir de la base o bé mantenir-se solitària, columnar i gegantina.
Les branques estan formades per nombrosos articles dels quals surten branques, i la majoria de les espècies mostren costelles fortes sobre les quals es disposen les arèoles molt espinoses.
Les flors, blanques o de color, poden ser diürnes o nocturnes, i de vegades són molt perfumades. Neixen a la part superior de la tija, gairebé horitzontalment a aquesta.
Les arèoles floríferes són, sovint, diferents a les altres.
El fruit, llis o espinós, és una baia carnosa i en certs casos comestible.
Principals gèneres:
- Cereus sp. Mill.
- Cephalocereus Pfeiff.
- Oreocereus (Berger) Riccob.
- Pachycereus (Berger) Britt i Rose emend. Buxb.
- Heliocereus (Berger) Britt i Rose
- Trichocereus (Berger) Riccob.
- Harrisia Britt. i Rose
- Cleistocactus Lem.
- Espostoa sp. Britt. i Rose emend. Buxb.

### Hilocerines
Són epífites o semiepífites, originàries dels boscos d'Amèrica central i equatorial.
El nom procedeix del grec hýle, 'bosc', i en efecte, aquestes plantes de tija sarmentosa (primes i formades per nombrosos articles) poden adherir-se a tutors mitjançant l'emissió d'arrels aèries. En general, són tiges triangulars o alades, amb petites espines disposades en arèoles que es troben a les depressions de les parts sobresortints.
Les flors, grans i nocturnes, gairebé sempre blanques, de vegades rosades, amb sèpals vermellosos o verdosos. Moltes d'aquestes flors són tan boniques i perfumades que han adquirit noms populars propis de l'estil "reina de la nit".
El fruit, gran i inerme, és escatat.
N'inclou 9 gèneres.
Principals gèneres:
- Hylocereus sp. (Berger) Britt. i Rose
- Selenicereus (Berger) Britt. i Rose
- Aporocactus Lem.

### Equinocerines
Deu el seu nom a la paraula grega echinos, 'porc espí', degut a la tija, en general, globular i molt espinosa.
Són plantes no gaire altes, amb tiges globulars, ovalades o allargades. Terrestres, normalment amb una sola tija principal ramificada a partir de la base, on es formen nombrosos brots basals que poden donar lloc a grans conjunts.
Presenten costelles que sobresurten, o formades per tubercles disposats verticalment, sobre els quals es troben les arèoles, més o menys llenyoses, proveïdes d'espines.
Les flors són grans, de color, sempre solitàries, i gairebé sempre neixen a partir d'arèoles laterals.
Els fruits carnosos, en general dehiscents, amb llavors negres.
N'inclou 7 gèneres, tots sud-americans a excepció d'Echinocereus.
Principals gèneres:
- Echinocereus Engelm.
- Echinopsis sp. Zucc.
- Lobivia Britt. i Rose

### Equinocactines
Com l'anterior, el nom li ve del grec echinos.
Són plantes amb tija globular o de signe cilíndric, en general solitàries.
Sempre amb costelles pronunciades que es formen en madurar per la fusió dels tubercles, els quals es mantenen separats durant la fase jove.
Poden arribar a tenir mides considerables i en els exemplars vells poden formar-se articles laterals, sobretot després d'alguna lesió de la tija principal.
Les flors, petites i poc vistoses, sempre solitàries, neixen de les noves arèoles a l'àpex de la tija o en el seu centre.
Els fruits són carnosos, de vegades comestibles, i gairebé sempre dehiscents.
Subtribu que comprèn uns 36 gèneres i inclou algun dels cactus més estranys i difícils de cultivar.
Principals gèneres:
- Echinocactus sp. de Link i Otto (comprenia moltíssimes espècies en gran part traslladades a gèneres diferents).
- Ferocactus Britt. i Rose
- Gymnocalycium Pfeiff.
- Neoporteria Britt. i Rose
- Parodia Spegazz.
- Stenocactus K. Schum. (sin. Echinofossulocactus Lawr.)

### Cactines
Plantes de tija globular o cilíndrica unflada, solitària, que pot reproduir-se per la base mitjançant l'emissió de brots basals.
Costelles fortes, formades en general per tubercles disposats verticalment i fosos en línies gairebé contínues, a excepció de lleugers relleus sobre els quals es disposen les arèoles, sempre espinoses.
Les plantes desenvolupen un cefali perfectament diferent, molt llanós, de vegades sedós, sobre el qual es formen les petites flors.
Només n'ajunta 2 gèneres:
- Discocactus, es cultiva amb prou feina.
- Melocactus sp. Link i Otto, és especialment atractiu (Britton i Rose l'anomenen cactus a partir del vell gènere linneà). Comprèn unes 30 espècies, totes procedents d'Amèrica meridional tropical i de les Índies occidentals.

### Corifantines
Sens dubte, és la divisió més important per al cultivador. Inclou el gènere Mammillaria, que malgrat tenir menys espècies que l'Opuntia, s'ha enriquit amb tantes varietats i híbrids que de vegades resulta impossible de classificar.
Totes les plantes són baixes, de tija globular que pot ser una mica cilíndrica en exemplars adults. Presenten tubercles o relleus disposats en successió espiral.
Les arèoles, que es presenten amb la part espinosa a l'àpex, s'escampen sobre el costat superior del tubercle, on neixen les flors, o bé es divideixen donant lloc a una posterior formació llanosa a la base del mateix tubercle, i en aquest cas, la flor creixerà aquí.
Les flors, sempre úniques, no apareixen mai junt a les espines; aquestes són variables.
El fruit n'és una baia indehiscent verda o vermella.
Principals gèneres:
- Mammillaria sp. Haw.
- Coryphanta (Engelm.) Lem.
- Thelocactus (K. Schum.) Britt. i Rose
- Escobaria Britt. i Rose emend. Buxb.

### Epifilines
Originàries de les selves tropicals, gairebé totes epífites, encara que poden créixer a terra a condició que sigui molt humífera i estigui perfectament drenada. En la natura, alguns espècimens poden aparèixer en el forat d'una roca.
No suporten l'exposició a ple sol, i prosperen a l'ombra i en una atmosfera humida i calorosa.
Són plantes formades per nombrosos articles successius i ramificats, cada un dels quals presenta una prima i rígida terminació central, que de vegades sobresurt, i amb expansions carnoses laterals que, si són planes, semblen una fulla, excepte els articles basals que es fan cilíndrics.
En les ramificacions, apareixen arrels aèries que serveixen per a captar la humitat ambiental i gairebé mai serveixen com a sostenidor.
Les flors, de color, normalment zigomorfes (irregulars), i els segments, poden unir-se per la base en una prolongació sobre la qual es presenten els diferents plans.
Principals gèneres:
- Epiphyllum sp. Haw. (sin. Phyllocactus Link)
- Zygocactus sp. K. Schum.
- Schlumbergera Lem.

### Ripsalidines
Subtribu difícil de reconèixer dins la família de les cactàcies. Totes aquestes són plantes epífites, que creixen sobre els troncs d'arbres de boscos tropicals, absorbint la humitat de l'aire gràcies a les arrels aèries capiliformes, les quals s'assequen ràpidament en atmosfera seca. Les tiges, molt ramificades, portadores de diminutes arèoles sense punxes, de les quals en surten articles, alterns o verticilats, que poden ser cilíndrics, angulars o plans. Les flors, petites, en general solitàries, persisteixen durant uns dies sense tancar-se a la nit. Els fruits, bastant persistents, són petites baies sucoses, blanques, vermelloses o liles.
Principals gèneres:
- Rhipsalis sp. (Gaerth.)
- Hatiora Britt. i Rose
- Lepismium Pfeiff.